# Taller in More Ways
Taller In More Ways is het vierde studioalbum van de Sugababes. Het werd voor het eerst uitgegeven op 7 oktober 2005.
Op het album werkten de Sugababes, destijds bestaande uit Mutya Buena, Keisha Buchanan en Heidi Range, onder meer samen met de producenten Dallas Austin en Guy Sigsworth. Buena verliet in december 2005 de groep en daarom werd het album in 2006 met zangpartijen van Amelle Berrabah opnieuw uitgegeven. De nummers "Red Dress", "Gotta Be You" en "Follow Me Home" werden hiervoor opnieuw opgenomen en op de heruitgave stond "Now You're Gone" als bonusnummer. In het Verenigd Koninkrijk stond het nummer "Better" als bonusnummer op het album, gevolgd door "Two Hearts" en "Now You're Gone".
De liedjes "Push the Button" (september 2005), "Ugly" (december 2005), "Red Dress" (maart 2006) en "Follow Me Home" (juni 2006) werden achtereenvolgens als singles uitgebracht. De eerste twee werden nog ingezongen door Buena, op de andere zijn de zangpartijen afkomstig van Berrabah. In het liedje "Ugly" is de albumtitel te horen.

## Tracklist
| 1.                 | Push the Button | 3:37 |
| 2.                 | Gotta Be You    | 3:40 |
| 3.                 | Follow Me Home  | 3:58 |
| 4.                 | Joy Division    | 3:49 |
| 5.                 | Red Dress       | 3:36 |
| 6.                 | Ugly            | 3:50 |
| 7.                 | It Ain't Easy   | 3:04 |
| 8.                 | Bruised         | 3:04 |
| 9.                 | Obsession       | 3:53 |
| 10.                | Ace Reject      | 4:13 |
| 11.                | Two Hearts      | 4:53 |
| Totale duur: 45:35 |                 |      |

| Nr. | Titel                        | Duur |
| --- | ---------------------------- | ---- |
| 2.  | Gotta Be You (Amelle Mix)    |      |
| 3.  | Follow Me Home (Amelle Mix)  |      |
| 5.  | Red Dress (Amelle Mix)       |      |
| 12. | Now You're Gone (Amelle Mix) | 3:55 |